# Benjamin Fitzpatrick

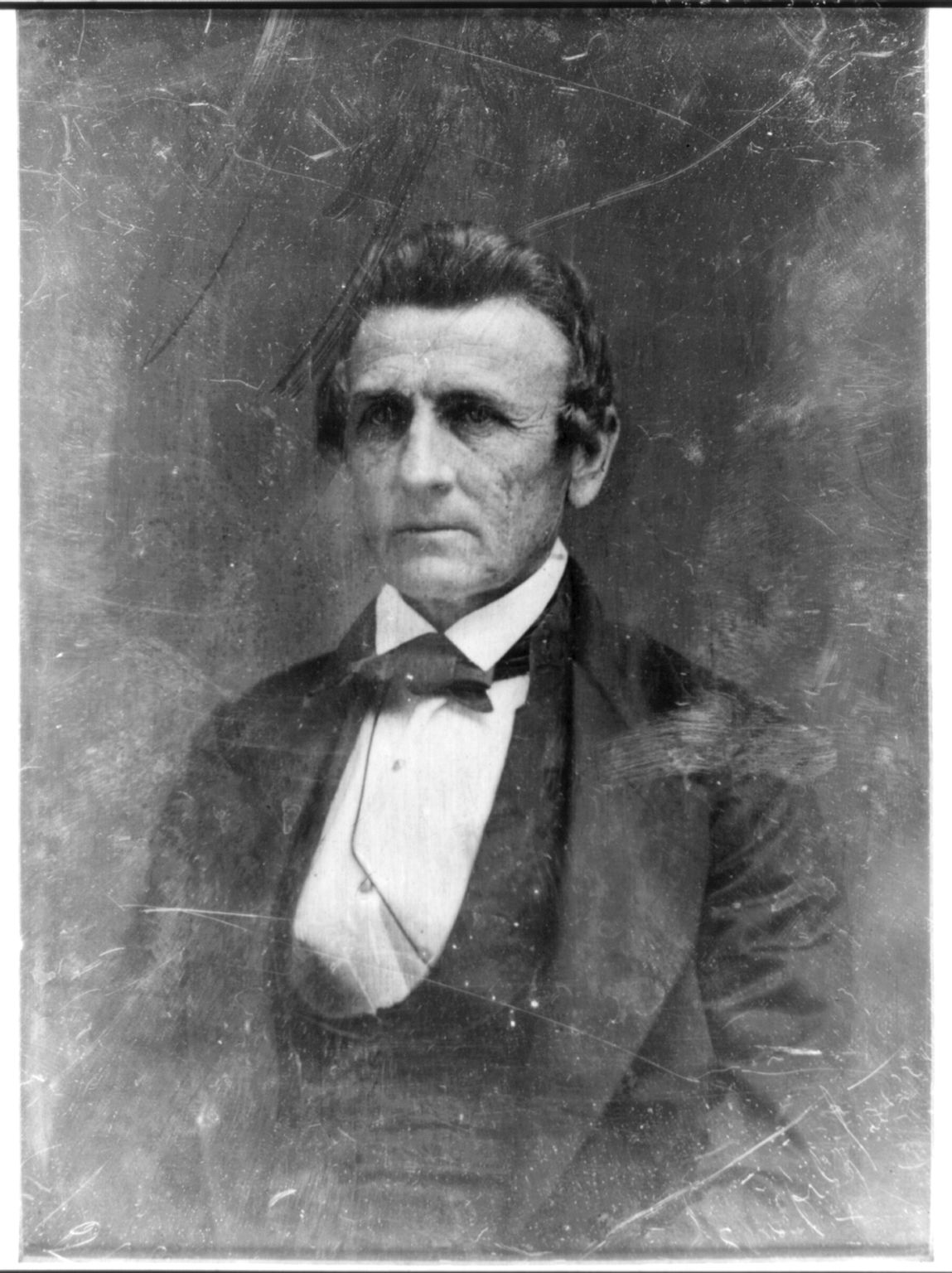
Benjamin Fitzpatrick, fotografiert von Mathew B. Brady

Benjamin Fitzpatrick (* 30. Juni 1802 im Greene County, Georgia; † 21. November 1869 nahe Wetumpka, Alabama) war ein US-amerikanischer Politiker (Demokratische Partei). Er war der 11. Gouverneur des Bundesstaates Alabama, den er außerdem im US-Senat vertrat.

## Frühe Jahre
Im Alter von sieben Jahren wurde Fitzpatrick Vollwaise und ab dieser Zeit von seinen älteren Geschwistern erzogen. Sie zogen nach Alabama, wo er öffentliche Schulen besuchte und eine eingeschränkte Erziehung erhielt. Ferner bewirtschaftete Fitzpatrick ein Stück Land am Alabama River, das seine Brüder kurz zuvor gekauft hatten. Danach arbeitete er als Hilfssheriff im Autauga County, wo er in seiner Freizeit Jura in einer Kanzlei in Montgomery studierte und noch vor seinem 20. Geburtstag als Anwalt zugelassen wurde. Ferner wählte man ihn 1819 zum Solicitor des Montgomery-Gerichtsbezirks, 1822 erneut. Fitzpatrick eröffnete 1821 eine eigene Kanzlei in Montgomery und praktizierte dort bis 1827. Anschließend kehrte er auf seine Plantage im Autauga County zurück.

## Gouverneur von Alabama
Ein demokratischer Wahlausschuss des Parlaments nominierte ihn als Kandidaten für das Amt des Gouverneurs von Alabama. Er wurde am 2. August 1841 mit knapp 57 Prozent der Stimmen gegen den Whig-Bewerber James W. McLung gewählt, seine Vereidigung fand am 22. November 1841 statt. Während seiner Amtszeit wurde das Steuerwesen instand gesetzt, das Howard College in Marion sowie die Städte Troy und Tuskegee gegründet. Sein vorrangiges Anliegen lag auf dem staatlichen Bankensystem, da Missbrauch und Missmanagement beträchtliche Schulden verursacht hatten und der Staat wegen seiner Bankschulden vor dem finanziellen Ruin stand. Am 7. August 1843 wurde Fitzpatrick wiedergewählt, aber er trat vor Ende seiner regulären Amtszeit am 10. Dezember 1845 von seinem Amt zurück.

## Senator von Alabama
Nachdem US-Senator Dixon Hall Lewis, Fitzpatricks Schwager, am 25. November 1848 verstorben war, wurde Fitzpatrick als dessen Nachfolger in den Kongress berufen, wo er bis Ende der regulären Amtszeit am 30. November 1849 im Amt war. Am 14. Januar 1853 wurde er wieder zum Senator berufen, diesmal für William R. King, der nach der Wahl zum US-Vizepräsidenten sein Amt zur Verfügung stellte. Vom 7. Dezember 1857 bis zum 26. Februar 1860 sowie vom 28. Juni 1860 bis zum 2. Dezember 1860 war er jeweils Präsident pro tempore des Senats. Ferner wurde er 1860 von der Democratic National Convention für die Vizepräsidentschaft nominiert, jedoch lehnte er ab.

## Weiterer Lebenslauf
Am 21. Januar 1861 trat Fitzpatrick als Folge der Abspaltung seines Heimatstaates Alabama von der Union von seinem Posten im Senat zurück. Er unterstützte die Konföderierten Staaten, spielte aber im folgenden Bürgerkrieg und in der Regierung der Konföderation keine aktive Rolle, obwohl er 1865 Vorsitzender des Verfassungskonvents von Alabama war. Nach dem Krieg wurde er als Verräter inhaftiert und in einem Nordstaatengefängnis untergebracht. Danach zog er sich aus dem politischen Rampenlicht zurück und lebte auf seiner Plantage in der Nähe von Wetumpka, wo er am 21. November 1869 verstarb. Er wurde auf dem Oakwood Cemetery in Montgomery beigesetzt.

## Familie
Benjamin Fitzpatrick war zwei Mal verheiratet und zwar mit Sarah Terry Elmore, der Halbschwester von US-Senator Franklin H. Elmore, sowie mit Aurelia Blassingame. Das Ergebnis dieser Verbindungen waren acht Kinder.